# 魯德豪斯 (伊利諾伊州)
魯德豪斯（英語：Roodhouse）是一個位於美國伊利諾伊州格林縣的城市。

## 地理
魯德豪斯的座標為39°28′55″N 90°22′18″W / 39.48194°N 90.37167°W，而該地的平均海拔高度為200米（即656英尺）。

## 人口
根據2010年美國人口普查的數據，魯德豪斯的面積為2.92平方千米，當中陸地面積為2.92平方千米，而水域面積為0.00平方千米。當地共有人口1814人，而人口密度為每平方千米621.23人。